# Anodoration
Anodoration Millidge, 1991 è un genere di ragni appartenente alla famiglia Linyphiidae.

## Distribuzione
Le due specie oggi note di questo genere sono state rinvenute in Brasile e in Argentina.

## Tassonomia
A maggio 2011, si compone di due specie:
- Anodoration claviferum Millidge, 1991[3] — Brasile, Argentina
- Anodoration tantillum (Millidge, 1991) — Brasile